# Talgo 250
RENFE 130, S-130 (hiszp. Serie 130 de Renfe, oznaczenie producenta Talgo 250) –  pociąg typu push-pull kolei dużych prędkości produkowany przez hiszpańskiego producenta taboru kolejowego Talgo. Jest on przystosowany do dwóch systemów zasilania i dwóch szerokości torów oraz składa się z jedenastu wagonów typu Talgo VII wyposażonych wychylny system podwozia. Składy są użytkowane przez hiszpańskiego przewoźnika Renfe.

## Konstrukcja

### Prototyp 250 km/h+
Skład osiąga w regularnym ruchu pasażerskim ponad 250 km/h i jest oparty na poprzedniej generacji składów typu S-130.

## Wypadek w Santiago de Compostela
24 lipca 2013 skład typu RENFE S730 jadący trasą Alvia 4155 z Madrytu do miejscowości Ferrol w północno-zachodniej części Hiszpanii uległ wypadkowi, w wyniku jego wykolejenia zginęło 80 z 218 osób z podróżujących tym pociągiem. Przyczyną zdarzenia była nadmierna prędkość przekroczona podwójnie względem ograniczeń na tym odcinku, znajdującym się przed stacją docelową